# Estación de Noémi
La Estación Ferroviaria de Noémi, igualmente conocida como Estación de Noémi, fue una antigua plataforma de la línea de Beira Alta, que servía a la parroquia de Monte Perobolço, en el distrito de Guarda, en Portugal.

## Caracterización

### Descripción física
En enero de 2011, presentaba dos vías de circulación, ambas con 746 metros de longitud; las plataformas tenían 50 y 45 centímetros de altura, y 40 y 20 metros de extensión.

## Historia
Esta plataforma se situaba entre las estaciones de Pampilhosa y Vilar Formoso de la línea de Beira Alta, que entró en servicio, de forma provisional, el 1 de julio de 1882; la línea fue totalmente inaugurada, entre Figueira da Foz y la frontera con España, el 3 de agosto del mismo año, por la Compañía de los Caminhos de Ferro Portugueses de Beira Alta.
En mayo de 1984, era utilizada por servicios de convoyes regionales y semi-directos de la operadora Caminhos de Ferro Portugueses.